# Gonçalo Almeida

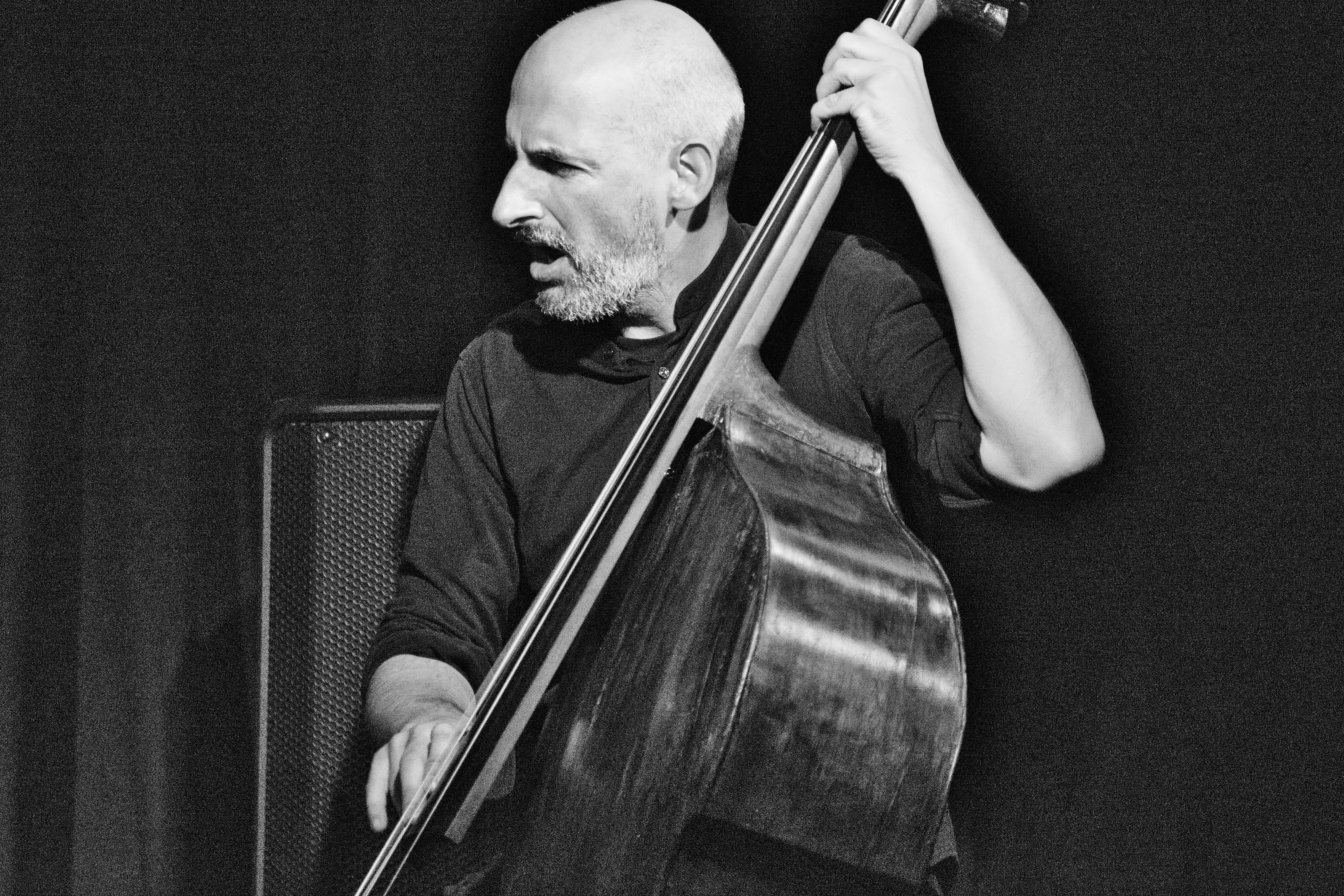
Gonçalo Almeida mit The Selva (Ricardo Jacinto, Cello und Nuno Morão, Schlagzeug) im Club W71, Weikersheim 2022

Gonçalo Almeida (* 1978 in Lissabon) ist ein portugiesischer Jazz- und Improvisationsmusiker (Kontrabass, Komposition).

## Leben und Wirken
Almeida studierte am Rotterdams Conservatorium bei Hein van de Geyn, Stefan Lievestro, Marius Beets und Peter Leerdman. Im Lauf seiner bisherigen Karriere hat er in einer Vielzahl von Projekten gearbeitet, die von Modern Jazz über Free Jazz, Jazzcore bis hin zu Neuer Improvisationsmusik reichen. Er trat mit Musikern wie Ab Baars, Balázs Pándi, Chris Speed, Carlos Zíngaro, Ig Henneman, Fred Lonberg-Holm, Jasper Stadhouders, Jorrit Dijkstra, Luís Vicente, Luis Lopes, Martin van Duynhoven, Nina Hitz, Peter Jacquemyn, Rodrigo Amado, Susana Santos Silva, Tobias Klein, José Lencastre und Wilbert de Joode auf.
Almeida ist eines der Gründungsmitglieder sowie Komponist und Bassist der Gruppen Hydra Ensemble, Lama Trio, Albatre und gehört zu Spinifex und The Selva. 2013 legte er mit dem Trio Albatre, zu dem neben ihm seit damals der Saxophonist Hugo Costa und der Schlagzeuger Philipp Ernsting gehören, das Debütalbum A Descent into the Maelstrom vor, dem mehrere Alben folgten. Mit Rodrigo Amado und Onno Govaert ist er Mitglied des Trios The Attic, das mehrere Alben vorlegte, darunter Love Ghosts (2022). Weiterhin bildete er mit dem Saxophonisten Riccardo Marogna und Ernsting das Trio Ritual Habitual (Pagan Chant, 2021).
Zudem arbeitet Almeida häufig mit audiovisuellen Künstlern, Tänzern, Dichtern und Theatermachern zusammen, wie Arnold Dreyblatt, Julyen Hamilton, Rita Vilhena, Rutger Zuydervelt (alias Machinefabriek), Ricardo Jacinto und Pierre Bastien. Seit 2001 ist er mit mehreren dieser Projekte international auf Tournee gegangen, in Europa, den USA, in Indien und Japan. Almeida gründete auch sein eigenes digitales Label Cylinder Recordings, um Material aus seinen Begegnungen mit anderen Improvisatoren zu dokumentieren. Im Bereich des Jazz war er laut Tom Lord zwischen 2007 und 2022 an 19 Aufnahmesessions beteiligt. Almeida lebt in Rotterdam.

## Diskographische Hinweise
- Gonçalo Almeida, John Dikeman, George Hadow: O Monstro (Creative Sources, 2014)
- Gonçalo Almeida / Martin van Duynhoven / Tobias Klein: Vibrate in Sympathy (Clean Feed, 2015)
- Gonçalo Almeida / Rodrigo Amado / Marco Franco: The Attic (2017)
- Gonçalo Almeida / Rodrigo Amado / Onno Govaert: Summer Bummer (2019)
- Gonçalo Almeida / Tobias Klein / Martin van Duynhoven: Live at the Bimhuis (Clean Feed, 2019)
- Luís Vicente Trio, Gonçalo Almeida, Pedro Melo Alves: Chanting in the Name of (Clean Feed, 2021)
- Gonçalo Almeida & Peter Jacquemyn: Encounters (FMR Records, 2023)
- States of Restraint (2024), mit Susana Santos Silva, Gustavo Costa
- Pacho Dávila, Gonçalo Almeida, Vasco Furtado: Illusions and Lamentations (Fonogram Unit, 2024)
- The Attic & Eve Risser: La Grande Crue (NoBusiness, 2024)